# Ben Tomas
Ben  (Benny) Tomas (Nijmegen, 31 mei 1950) is een Nederlands voormalig voetballer die bij FC Wageningen speelde.
Tomas maakte in het begin van de jaren zeventig deel uit van de selectie van N.E.C. maar een officiële wedstrijd speelde hij niet voor de toenmalige eredivisionist uit zijn geboorteplaats. De middenvelder maakte in 1972 de overstap naar FC Wageningen dat een niveau lager speelde. Met de Wageningers promoveerde hij in 1974 via de nacompetitie naar de eredivisie. Een jaar later volgde alweer degradatie, waarna Tomas uiteindelijk na het seizoen 1979-1980 een punt zette achter zijn betaald voetballoopbaan. Hij ging verder ging bij GVVV waar hij tot medio 1983 speelde.